# Operação Dani
A Operação Dani (em hebraico:  מבצע דני, Mivtza Dani, também "Danny") foi uma ofensiva militar israelense lançada no final da primeira trégua da Guerra Árabe-Israelense de 1948. Os objetivos eram capturar o território a leste de Tel Aviv e depois avançar para o interior e alcançar a população e as forças judaicas em Jerusalém. As principais forças que lutaram contra as FDI foram a Legião Árabe e os irregulares palestinos.
Ocorreu de 9 a 19 de julho de 1948, sendo lançada ao final da primeira trégua. Em 10 de julho, Glubb Pasha ordenou que as tropas defensoras da Legião Árabe "tomassem providências... para uma guerra falsa"; em alusão à fase inicial da Frente Ocidental em 1939-40.
O comandante da operação era Yigal Allon e seu vice era Yitzhak Rabin. A força total era de cerca de 6.000 soldados.

## Nome
A operação recebeu o nome do oficial do Palmach Daniel "Dani" Mass, que havia tombado em 16 de janeiro de 1948, enquanto comandava uma ação de socorro conhecida como "Comboio dos 35". 

## Objetivos
A primeira fase da Operação Dani consistia em capturar as cidades de Lida e Ramla, localizadas na estrada para Jerusalém, a sudeste de Tel Aviv. Ramla foi um dos principais obstáculos bloqueando o transporte judaico. Desde o início da guerra, os milicianos de Lida e Ramla atacaram o tráfego judeu nas estradas próximas. Ramla tornou-se um ponto focal para bloquear o transporte judaico, forçando o tráfego de Jerusalém a Tel Aviv em um desvio ao sul.
A segunda fase era capturar o forte em Latrun e romper Ramallah. A operação foi realizada sob o comando do Palmach utilizando a Brigada Yiftach, a Brigada Harel, a 8ª Brigada Blindada e dois batalhões das brigadas Kiryati e Alexandroni.

### Lida e Ramla
Em 9 de julho, unidades da Brigada Yiftach começaram a se aproximar de Ramla pelo sul. Ao mesmo tempo, tropas de outras brigadas começaram a atacar aldeias ao norte de Lydda. Capturadas em um movimento de pinça e com apenas uma presença simbólica da Legião Árabe, as duas cidades foram capturadas no dia seguinte. Isso colocou o aeroporto de Lydda e a estratégica estação ferroviária de Ramla em mãos israelenses. Dois dias após a captura de Lydda e Ramla, apenas algumas centenas dos 50.000 a 70.000 residentes permaneceram nas duas cidades.

### Latrun
A segunda fase da operação falhou após vários ataques custosos às posições da Legião Árabe em Latrun e a ameaça de um cessar-fogo imposto pela ONU.

### Baixas
O Palmach registra os nomes de noventa e um de seus membros mortos durante esta operação. Quarenta e quatro foram mortos em Khirbet Kurikur em 18 de julho de 1948. Sete foram mortos na captura de Lydda.

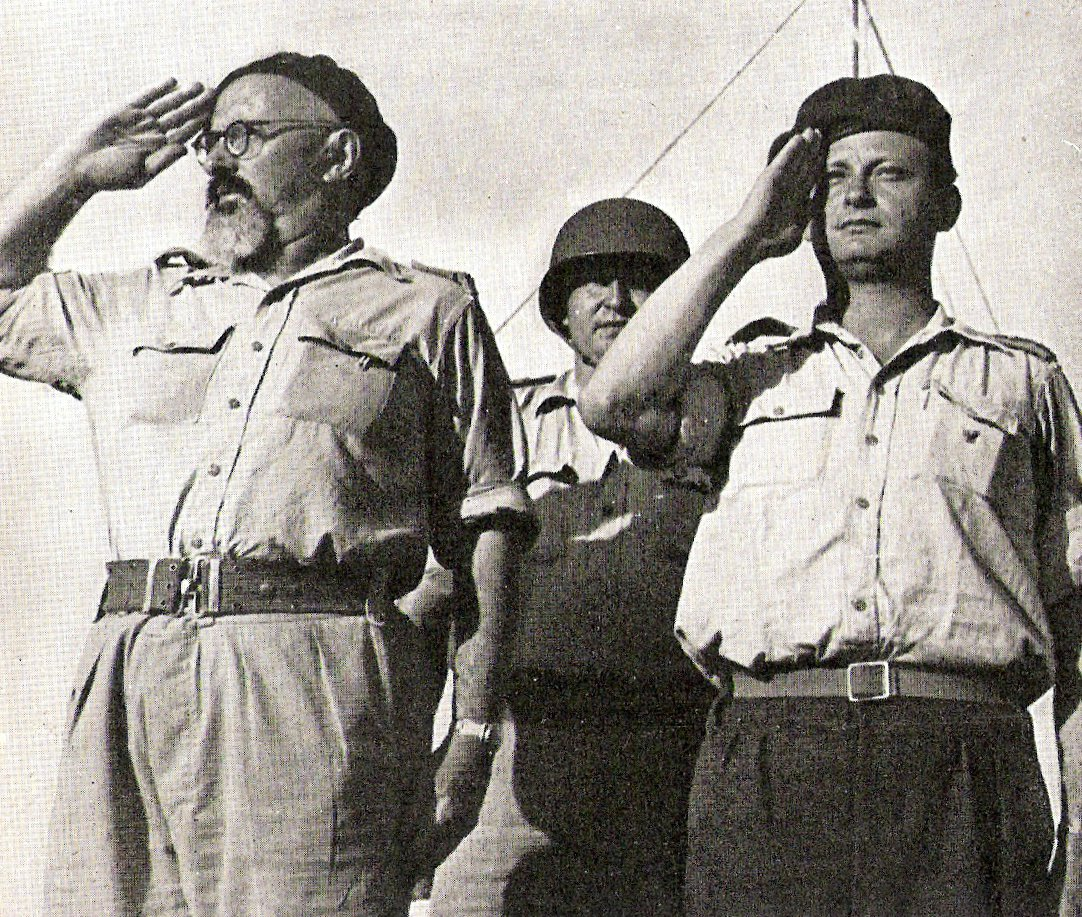
Yitzhak Sadeh (à esquerda) e Yigal Allon, 1948
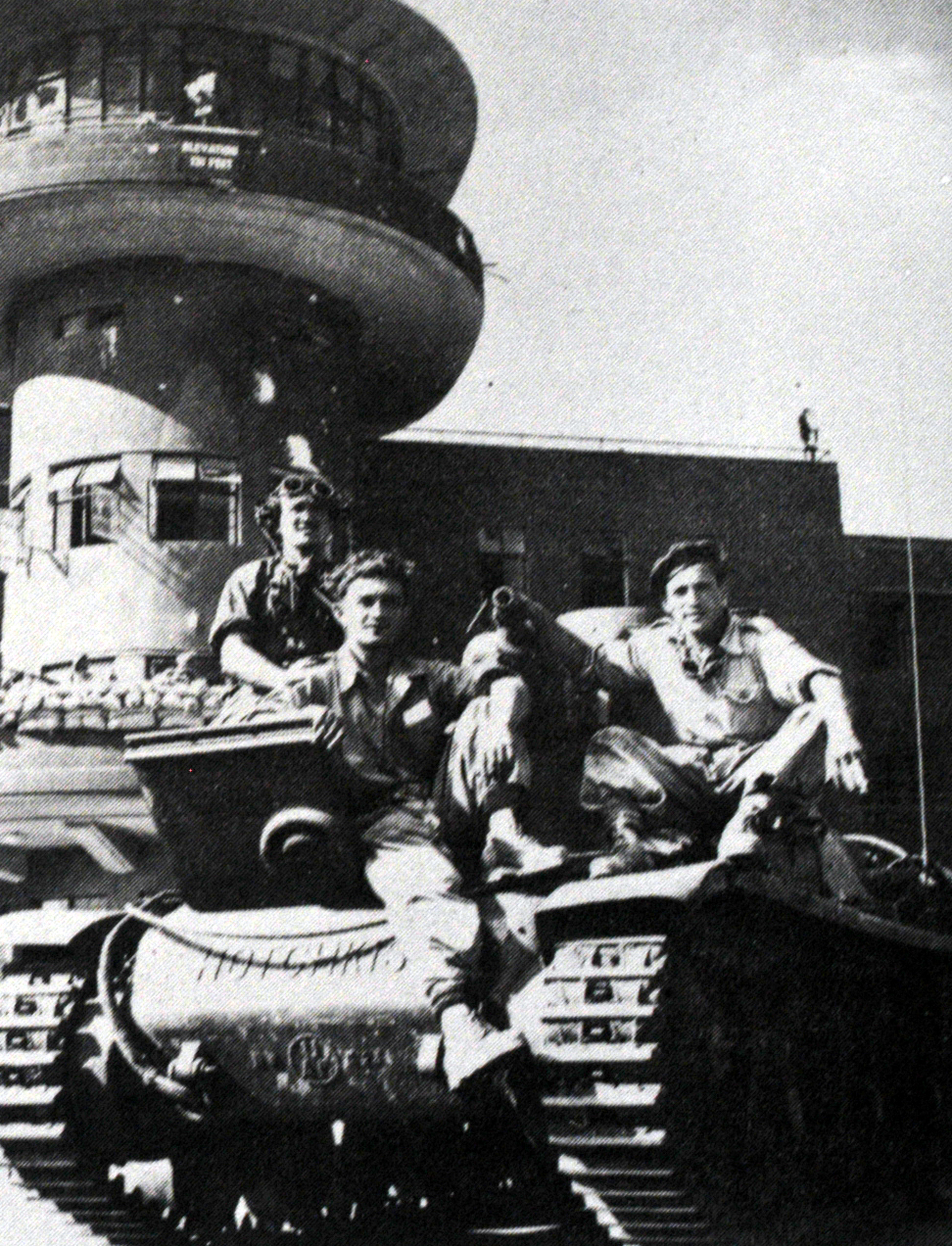
8ª Brigada Blindada captura o Aeroporto de Lida, 1948.
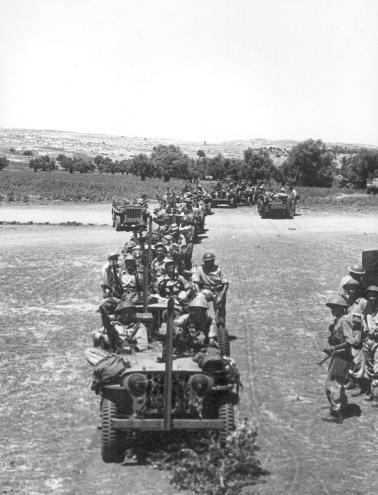
A Brigada Yiftach antes do ataque a Lida e Ramla, 1948.
Soldados do Palmach (Brigada Yiftach) com um carro blindado do exército jordaniano, recém destruído por um PIAT, na Operação Dani, em al-Burj, 15 de julho de 1948
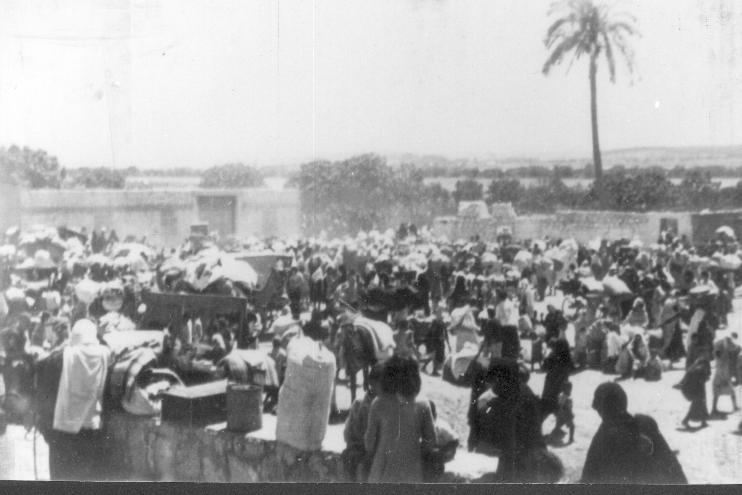
Lida após a conquista, 1948
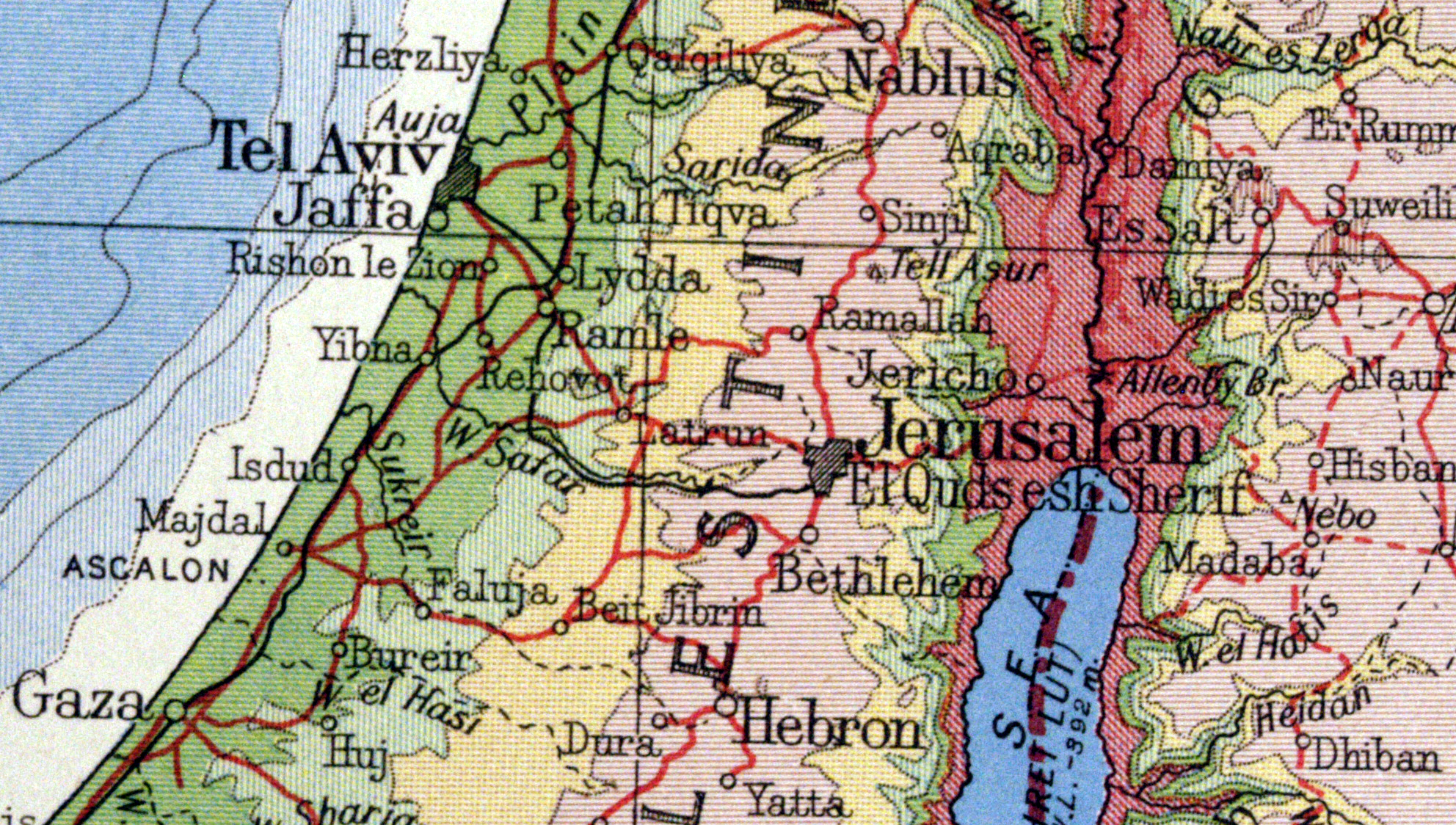
Estrada de Tel Aviv a Jerusalém

## Comunidades árabes palestinas capturadas
| Nome | Data                    | Forças defensoras                      | Brigada                                                | População                                                         |
| --- | ----------------------- | -------------------------------------- | ------------------------------------------------------ | ----------------------------------------------------------------- |
| Dayr Tarif | 9 de julho de 1948      | Legião Árabe                           | 8ª Brigada Blindada Brigada Kiryati                    | 1.750                                                             |
| Al-Tira | 10 de julho de 1948     | n/a                                    | Brigada Alexandroni 8ª Brigada Blindada                | 1.290                                                             |
| Daniyal | 10 de julho de 1948     | n/a                                    | Brigada Yiftach                                        | 410                                                               |
| Kharruba | 10 de julho de 1948     | n/a                                    | Brigada Yiftach                                        | 170                                                               |
| Al-Barriyya | 9–10 de julho de 1948   | n/a                                    | n/a                                                    | 510                                                               |
| 'Innaba | 10 de julho de 1948     | 200 aldeões                            | Brigada Yiftach 8ª Brigada Blindada                    | 1.420                                                             |
| Jimzu | 10 de julho de 1948     | n/a                                    | Brigada Yiftach                                        | 1.150                                                             |
| Rantiya | 10 de julho de 1948     | n/a                                    | 8ª Brigada Blindada 3º Batalhão, Brigada Alexandroni   | 590                                                               |
| Lida | 11 de julho de 1948     | n/a                                    | 3º Batalhão, Brigada Yiftach                           | ver Ramla                                                         |
| Al-Jura | 11 de julho de 1948     | n/a                                    | n/a                                                    | 420                                                               |
| Al-Muzayri'a | 12 de julho de 1948     | n/a                                    | n/a                                                    | 1.160                                                             |
| Ramla | 12 de julho de 1948     | A Legião Árabe recuou                  | Brigada Kiryati                                        | 50–70.000 combinados com Lida incluindo 15.000 refugiados de Jafa |
| Majdal Yaba | 12 de julho de 1948     | Exército Iraquiano                     | 2º Batalhão, Brigada Alexandroni                       | 1.520                                                             |
| Al-Haditha | 12 de julho de 1948     | n/a                                    | n/a                                                    | 760                                                               |
| Abu al-Fadl | 12–13 de julho de 1948  | n/a                                    | n/a                                                    | 510                                                               |
| Suba, Jerusalem | 12–13 de julho de 1948  | "sem sangue"                           | Brigada Har'el                                         | 620                                                               |
| Khirbat al-Lawz | 13–14 de julho de 1948  | n/a                                    | Brigada Har'el                                         | 450                                                               |
| Sar'a | 13–14 de julho de 1948  | Forças egípcias                        | 4º Batalhão, Brigada Har'el                            | 340                                                               |
| Sataf | 13–14 de julho de 1948  | n/a                                    | Brigada Har'el                                         | 540                                                               |
| Al-Maliha | 14–16 de julho de 1948  | Irregulares egípcios Milícia palestina | Irgun Juventude Palmach                                | 1.940                                                             |
| Al-Burj | 15 de julho de 1948     | Legião Árabe                           | n/a                                                    | 480                                                               |
| Kh al-Buwayra | Meados de julho de 1948 | n/a                                    | n/a                                                    | 190                                                               |
| Salbit | 15–16 de julho de 1948  | Legião Árabe                           | 2nd Battalion, Kiryati Brigade                         | 510                                                               |
| Bayt Nabala | 15–16 de julho de 1948  | Legião Árabe 150-200 homens            | n/a                                                    | 2.310                                                             |
| Bir Ma'in | 15–16 de julho de 1948  | Legião Árabe                           | Brigada Yiftach 1º & 2º Batalhões                      | 510                                                               |
| Barfiliya | 15–16 de julho de 1948  | n/a                                    | Brigadas Givati e Kiryati 8ª Brigada Blindada          | 730                                                               |
| Kasla | 16 de julho de 1948     | n/a                                    | Brigada Har'el                                         | 280                                                               |
| Dayr 'Amr Fazenda dos Meninos | 16 de julho de 1948     | none                                   | 4º Batalhão, Brigada Har'el                            | 10                                                                |
| Ishwa' | 16 de julho de 1948     | n/a                                    | 4º Batalhão, Brigada Har'el                            | 620                                                               |
| Artuf | 17–18 de julho de 1948  | Milícia palestina sob comando egípcio  | 4º Batalhão, Brigada Har'el                            | 350                                                               |
| Islin | 18 de julho de 1948     | n/a                                    | n/a                                                    | 260                                                               |
| Shilta | 18 de julho de 1948     | Legião Árabe                           | 1º Batalhão, Brigada Yiftach perdeu 44 homens e recuou | 100                                                               |
| Fontes: - Walid Khalidi, All That Remains, ISBN 0-88728-224-5 - Benny Morris, The Birth of the Palestinian Refugee Problem, 1947–1949, ISBN 0-521-33028-9 |                         |                                        |                                                        |                                                                   |

## Unidades
- Comandante-Geral: Yigal Allon
- Comandante da 8ª Brigada Blindada: Yitzhak Sadeh[8]
- Brigada Alexandroni
- Brigada Kiryati (dois batalhões)
- Comandante da Brigada Yiftach: Mula Cohen [9]